# Anonnios z Aleksandrii
Anonnios z Aleksandrii – mnich egipski żyjący w Aleksandrii na początku V wieku. Autor zaginionej, datowanej na 412 rok, kroniki, w której dokonał obliczenia daty stworzenia świata na rok 5492. Obliczony przez Annoniosa rok został przyjęty za początek aleksandryjskiej ery kalendarzowej.
W swojej kronice Anonnios skrytykował dzieło współczesnego mu Panodorosa za to, że przy obliczaniu daty stworzenia świata sięgnął do źródeł świeckich, a nie biblijnych. W rezultacie opracował własną chronologię, ustalając datę stworzenia świata na 25 marca 5492 roku. Data ta została wyznaczona przez dodanie 4 cykli Metona, liczących po 19 lat, do 29 sierpnia 284 roku, daty początkowej kalendarza aleksandryjskiego, znanej jako Era Męczenników. Od otrzymanej w ten sposób daty 29 sierpnia 360 roku, znanej w Kościele Koptyjskim jako Era Łaski, Anonnios odjął 11 cykli paschalnych liczących po 532 lata każdy. 
Anonnios był pierwszym uczonym, który przy obliczaniu daty Wielkiejnocy posługiwał 532-letnim cyklem paschalnym. Pisma Anonniosa zaginęły. Informacje o nim przekazał w swojej Kronice Jerzy Synkelos.